# Balta notulata
Balta notulata es una especie de cucaracha del género Balta, familia Ectobiidae.

## Distribución
Esta especie se encuentra en Sri Lanka, Australia, Malasia, Singapur, Indonesia, Taiwán, Japón, Corea, Nueva Guinea, Nueva Caledonia, Vanuatu, Fiyi, Samoa, Estados Unidos, islas de la Sociedad, islas Marquesas, Chile, islas Mascareñas e Islas Salomón.